# وقتی ستاره‌ها نجوا می‌کنند
وقتی ستاره‌ها نجوا می‌کنند (انگلیسی: When the Stars Gossip؛‏ کره‌ای: 별들에게 물어봐) یک مجموعه تلویزیونی محصول کره جنوبی به کارگردانی پارک شین وو و با بازی لی مین هو و گونگ هیو جین است. این مجموعه رویارویی سرنوشت ساز توریست فضایی و فضانورد در یک ایستگاه فضایی را دنبال می‌کند. این مجموعه از ۴ ژانویه تا ۲۱ فوریه ۲۰۲۵، روزهای شنبه و یکشنبه ساعت ۲۱:۲۰ (کی‌اس‌تی) از تی‌وی‌ان پخش شد. این مجموعه همچنین برای استریم در نتفلیکس در مناطق منتخب قابل دسترسی است.

## بازیگران
- لی مین هو در نقش گونگ ریونگ[۶]

یک متخصص زنان و زایمان با احساس مسئولیت زیاد است که به عنوان یک توریست به یک ایستگاه فضایی می‌رود.
- گونگ هیو جین در نقش ایو کیم[۶]

یک فضانورد کره‌ای-آمریکایی.
- هان جی اون در نقش چوی گو اون[۷][۸]

مدیر عامل می‌ره الکترونیکس. او دختر رئیس گروه می‌ره، چوی جه ریونگ، و نامزد گونگ ریونگ است.
- اوه جونگ سه در نقش کانگ کانگ سو[۹]

## تولید

### بازیگران
در ۱۸ نوامبر ۲۰۲۱، گزارش شد که لی مین هو و گونگ هیو جین در حال گفتگو برای دریافت نقش‌های اول یک سریال درام جدید به نویسندگی سو سوک هیانگ هستند.

### فیلم‌برداری
فیلم‌برداری این مجموعه در آوریل ۲۰۲۲ آغاز شد.